# Beatrice Cenci (film 1909)
Beatrice Cenci è un cortometraggio del 1909 diretto da Mario Caserini.

## Trama
La protagonista del film è la giovane figlia del conte Francesco Cenci, Beatrice; dopo aver trascorso una vita triste e disgraziata, dalla monacazione puerile fino alle nozze con il suo genitore, Beatrice verrà processata e giustiziata dopo aver assassinato il violento padre.

## Distribuzione
- Francia: ottobre 1909
- Germania: 16 ottobre 1909
- Italia: 1909
- Regno Unito: ottobre 1909
- USA: 9 maggio 1910
- Danimarca: 27 maggio 1910